# Udea ruckdescheli
Udea ruckdescheli is een vlinder uit de familie van de grasmotten (Crambidae), uit de onderfamilie van de Spilomelinae. De wetenschappelijke naam van deze soort is voor het eerst voorgesteld door Richard Mally, Andreas Segerer en Matthias Nuss in een publicatie uit 2016.
De soort komt voor op Kreta.